# فريدريش لودفيغ
فريدريش لودفيغ (بالألمانية: Friedrich Ludwig)‏ (و. 1872 – 1930 م) هو عالم موسيقى، ومؤرخ، ومؤرخ موسيقى، وأستاذ جامعي، وعالم نبات ألماني، ولد في بوتسدام، توفي في غوتينغن، عن عمر يناهز 58 عاماً.

## الحياة الشخصية
وُلد لودفيغ في بوتسدام، المانيا. درس التاريخ مع هاري بريسلاو في جامعة ستراسبورغ، حيث حصل على الدكتوراه في عام 1896. يُدين لودفيغ بتعليمه الموسيقي إلى جوستاف جاكوبستال، وهو الأستاذ الوحيد الذي كان متفرغ لعلم الموسيقى التاريخي في ألمانيا في ذلك الوقت، و لعازف الأرغن الفيلسوف ألبرت شفايتزر والملحن هانز بفيتزنر، اللذين التقى بهما في ستراسبورغ حيث استقر لمدة عقد تقريبًا. إنضم إلى هيئة التدريس في جامعة ستراسبورغ عند تقاعد جاكوبستال في عام 1905 كمحاضر في البداية، وفي عام 1910 إنضم كأستاذ مشارك في تاريخ الموسيقى. في عام 1920، أصبح أستاذًا مشاركًا في جامعة غوتنغن بعد أن تم طرده من ستراسبورغ عندما سقطت في أيدي الفرنسيين في نهاية الحرب العالمية الأولى، وشغل منصب رئيس الجامعة في عام 1929. قام لودفيج بالعديد من الرحلات في جميع أنحاء أوروبا للتحقيق في مصادر موسيقى القرون الوسطى.